# Mylabris frolovi
Mylabris frolovi is een keversoort uit de familie van oliekevers (Meloidae). De wetenschappelijke naam van de soort is voor het eerst geldig gepubliceerd in 1823 door Fischer von Waldheim.